# Großer Fürstenberg-Garten

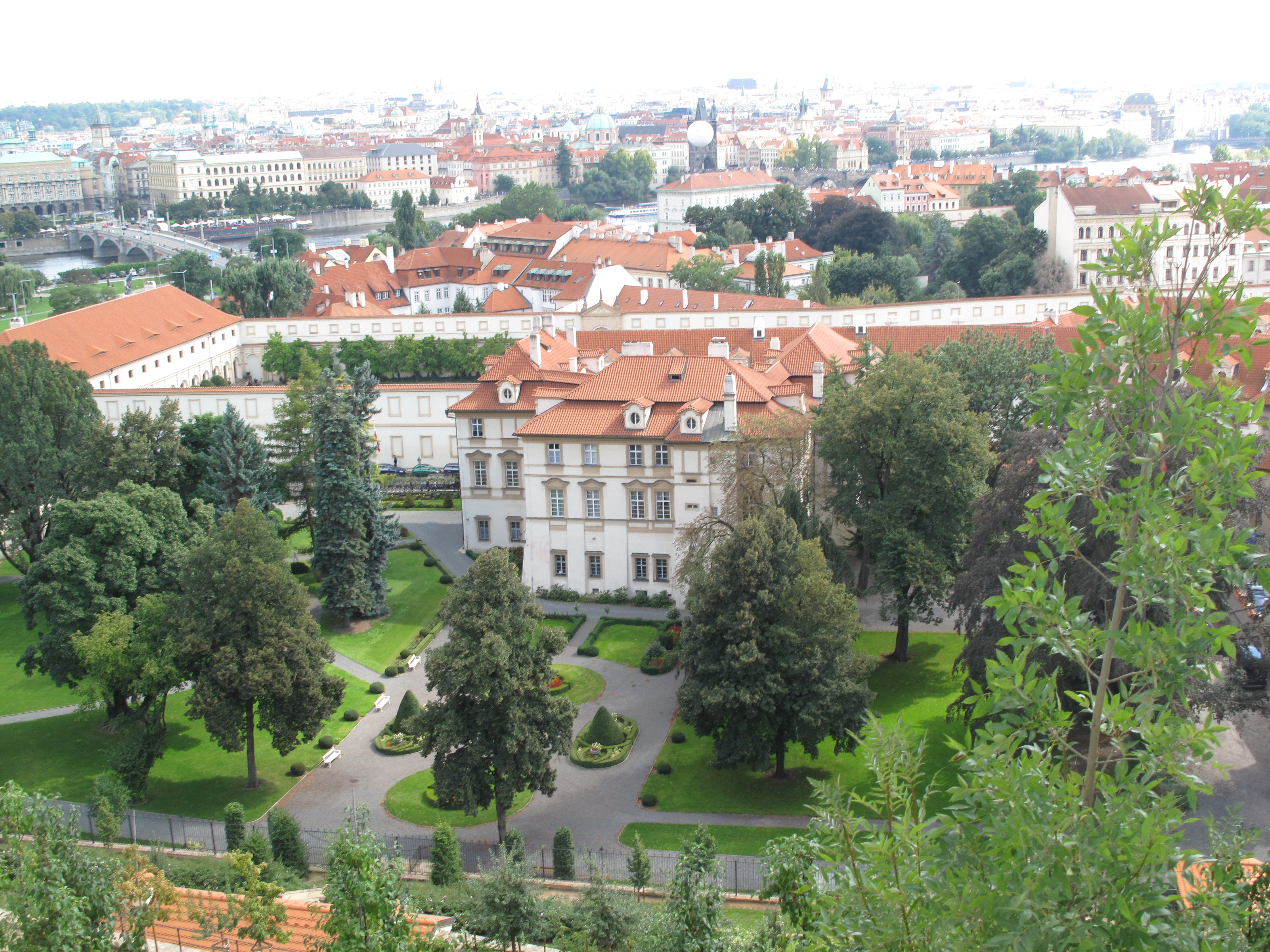
Großer Fürstenberg-Garten, im Hintergrund das Fürstenberg-Palais.

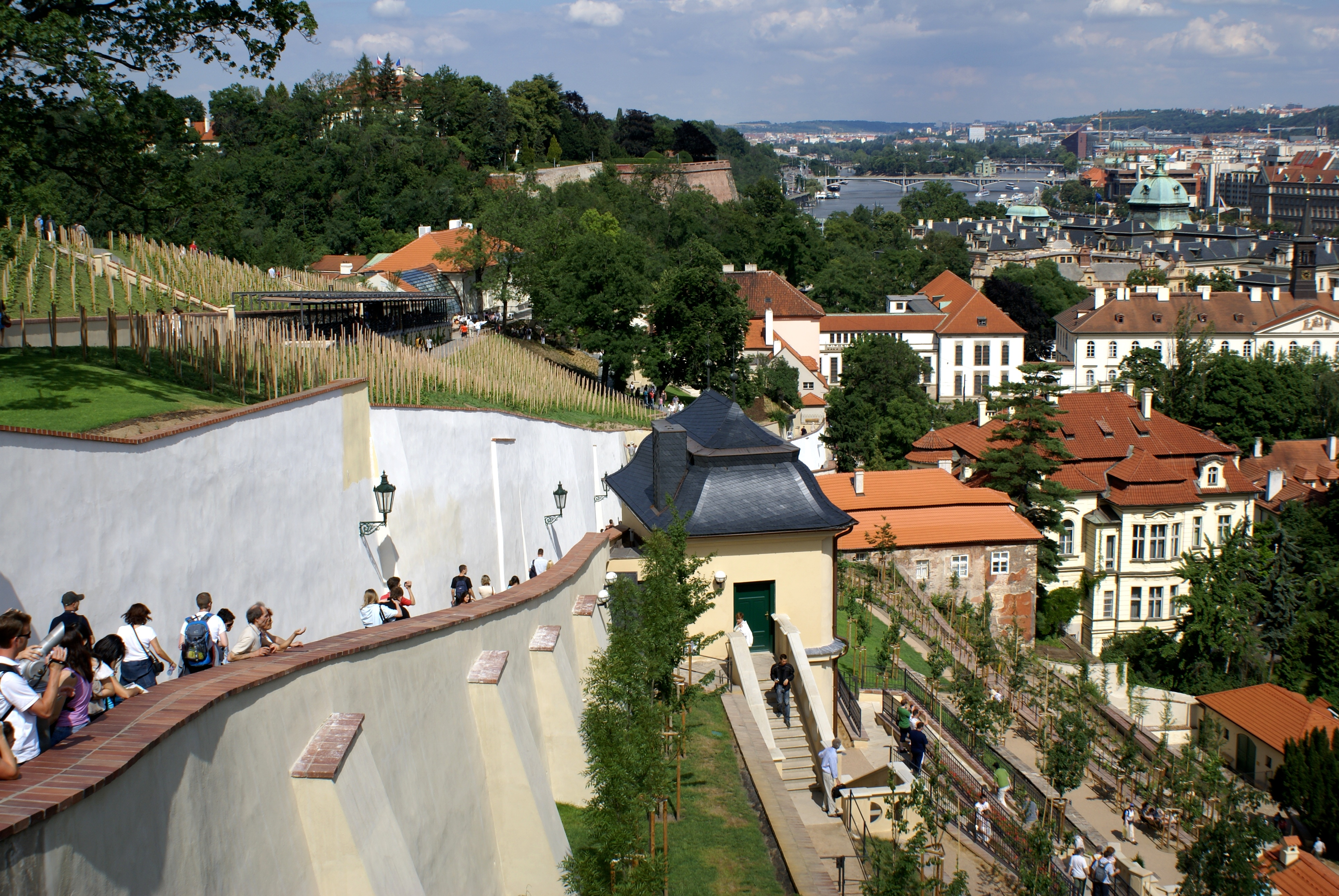
Terrassen des Großen Fürstenberg-Gartens (rechts im Bild) am Hang unter Staré zámecké schody.

Der Große Fürstenberg-Garten (tschechisch Velká Fürstenberská zahrada) in Prag gehört zum Fürstenberg-Palais im Prager Stadtteil Kleinseite. Er gliedert sich in einen öffentlich zugänglichen barocken Terrassengarten am steilen Hang unterhalb des Weges Staré zámecké schody (deutsch Alte Schlosstreppe) zur Prager Burg und einen nichtöffentlichen Garten rund um das Fürstenberg-Palais an der Straße Valdštejnská, den heutigen Sitz der polnischen Botschaft. Der Große Fürstenberg-Garten ist der östlichste und größte in der Reihe der Palastgärten unter der Prager Burg, ist jedoch von den anderen Palastgärten aus nicht zugänglich. Der Eingang ist von der Straße Valdštejnská neben dem Palais oder von der Alten Schlossstiege (Staré zámecké schody).
Der barocke Terrassengarten hat eine steile Treppe als Mittelachse, die die zehn Terrassen miteinander verbindet. Die Terrassen sind mit Blumen, Obstbäumen, Rosen und Weinreben bepflanzt und mit massiven Stützmauern begrenzt. In der Mitte befinden sich zwei Orangerien. Auf der obersten Terrasse steht ein Aussichtspavillon, von hier eröffnet sich dem Besucher ein großartiger Blick auf die Stadt.
Der Garten ist zusammen mit dem Fürstenberg-Palais als Nationales Kulturdenkmal geschützt. Er hat eine Fläche von 1,55 ha und liegt auf einer Höhe von 190 m bis 230 m.

## Geschichte
Am Südhang unterhalb Staré zámecké schody befanden sich früher Weinberge des Klosters St. Georg. Im flachen unteren Teil des Geländes entstand in den 1580er Jahren durch Umbauten von Václav Berka z Dubé vermutlich ein Ziergarten im Renaissancestil. Den barocken Terrassengarten ließ Graf Václav Kazimír Netolický von Eisenberg in den Jahren 1743–1760 anlegen, als er das Palais und das gesamte Areal im Barockstil umgestaltete. Weitere Umbauten nach 1790 und der Bau des Aussichtspavillons werden dem Architekten Johann Ignaz Palliardi zugeschrieben.
Im Jahr 1822 erwarb Fürst Karl Egon II. zu Fürstenberg das Palais mit dem Garten. Im östlichen Teil richtete er einen Bereich zur Holzlagerung ein, bepflanzte die restliche ebene Fläche mit Obstbäumen und sanierte die Weinberge am Hang. Er ließ gusseiserne Treppen anfertigen, die sich bis heute erhalten haben. Der untere Garten wurde um 1860 nach Entwurf des Architekten Josef Liebl komplett neugestaltet.
Im 20. Jahrhundert zog die polnische Botschaft in das Fürstenberg-Palais ein. Der untere, an die Botschaft angrenzende Teil des Gartens wurde saniert, der Terrassenteil blieb ungenutzt und verwahrloste. Die Terrassen wurden erst in den Jahren 2006–2008 saniert und der Öffentlichkeit zugänglich gemacht.